# Harry Holmes (cầu thủ bóng đá)
William Harold "Harry" Holmes (18 tháng 8 năm 1908 – 1993) là một cầu thủ bóng đá người Anh thi đấu ở Football League ở vị trí outside right cho Coventry City, Notts County và Birmingham.
Holmes sinh ra ở Ambergate, Belper, Derbyshire. Không muốn ưu tiên sự nghiệp bóng đá hơn việc vẽ kỹ thuật, ông tiếp tục thi đấu nghiệp dư và tham dự Football League với Heanor Town. Ông là cầu thủ nghiệp dư cuối cùng thi đấu bóng đá đội một cho Birmingham, vào tháng 11 năm 1934.